# У
У je cirilska črka, ki se je razvila iz grške črke Υ. Izgovarja se kot [u] in se tako tudi prečrkuje v latinico.
Tradicionalno ime te črke je uk (ук, оук), v novejšem času pa se bolj uporablja kratko ime u.
| tiskano | pisano |
| ------- | ------ |
| У у     | У у    |

Zanimivost: V grščini se glas u vedno piše z digrafom ΟΥ. Zaradi grškega vpliva so tudi slovanski narodi glas u v cirilici prvotno pisali kot ОУ. Pozneje se je ta digraf združil v ligaturo , še pozneje pa so začeli uporabljati današnjo obliko črke У.

## Sorodne črke
Črki У je sorodna črka Ў, ki se v beloruščini uporablja za zapis dvoustničnega u (IPA: /w/) - npr.: besedo volk se v beloruščini zapiše kot воўк.